# Estampida de East London
El 26 de junio de 2022, al menos 21 adolescentes murieron durante una celebración en Enyobeni Tavern, un club nocturno en East London, Eastern Cape, Sudáfrica. Cuatro personas más resultaron heridas. No se han establecido causas de muerte.

## Eventos
Durante una celebración de hlanjwa iphepha (plumas hacia abajo), una tradición en Sudáfrica que celebra el final de los exámenes escolares, supuestamente ocurrió una estampida en la taberna. Los videos del lugar antes del desastre muestran que estaba repleto de jóvenes, muchos de los cuales parecían ser menores de edad. Un cliente que estaba en la taberna le dijo a Al Jazeera que cuando el lugar se llenó de gente, la seguridad ordenó a la gente que se fuera, pero fue en vano. El cliente continuó afirmando que un guardia de seguridad cerró las puertas y roció un químico entre la multitud. El patrón dijo que no podían respirar y que "nos asfixiamos durante mucho tiempo y [estuvimos] empujándonos, pero no sirvió de nada porque algunas personas se estaban muriendo". Según los informes, la sustancia "olía a gas".

Promise Matinise, el gerente de entretenimiento de la taberna, dijo que carecían de mano de obra para lidiar con el hacinamiento y que algunos clientes intentaron entrar a la fuerza. contactó al propietario al descubrir que las personas estaban muertas. A las 4 am, un testigo hizo una llamada informando que hubo múltiples muertes en la taberna. Diecisiete víctimas fueron encontradas en el piso y en sillas y mesas, pero sin signos evidentes de lesiones. Dos víctimas murieron en una clínica local y dos víctimas más murieron durante o después de ser evacuadas a un hospital.

## Investigación
Inmediatamente después del incidente, se abrió una investigación sobre las causas probables de la muerte de las víctimas del incidente. Se llevaron muestras de los cuerpos de las víctimas a laboratorios de toxicología en Ciudad del Cabo para su análisis. El Servicio de Policía de Sudáfrica emitió un comunicado sobre el incidente y declaró que desplegaría "máximos recursos" para la investigación, y también dijo que el público no debería especular sobre la causa de la muerte.

Un oficial de seguridad provincial dijo que dado que "no había heridas visibles", la causa de la muerte probablemente no fue una estampida. Unathi Binqose, portavoz del departamento de seguridad de la comunidad provincial del Cabo Oriental, continuó afirmando que estaban descartando por completo una estampida y que la causa más probable de la muerte estaba relacionada con el veneno. Binqose señaló imágenes de CCTV que mostraban pipas de narguile en la taberna. La Junta de Licores de Eastern Cape dijo que presentará cargos penales contra el propietario de la taberna Enyobeni y revocará la licencia de licor de la taberna. El director ejecutivo de la junta, Nombuyiselo Makala, declaró que el propietario violó flagrantemente la ley de bebidas alcohólicas al servir alcohol a menores.